# Mycetophila gradata
Mycetophila gradata är en tvåvingeart som beskrevs av Freeman 1951. Mycetophila gradata ingår i släktet Mycetophila och familjen svampmyggor. Inga underarter finns listade i Catalogue of Life.